# The Independent Review
The Independent Review: A Journal of Political Economy es una revista académica trimestral revisada por pares que cubre la economía política y el análisis crítico de la política gubernamental. Es publicada por el Instituto Independiente, un grupo de expertos libertario conservador en los Estados Unidos. La revista fue fundada en 1996.
Según Journal Citation Reports, la revista tiene un factor de impacto de 0,237 en 2012.